# Karel Hartl
Karel Hartl (14. srpna 1924 Blatná – 28. září 2023) byl český kynolog a šlechtitel. Spolu s Františkem Horákem byl jedním z nejznámějších českých kynologů a šlechtitelů psů.
Ze sedmi českých národních plemen:
- Pražský krysařík (8. století, 2019 prozatímně uznáno FCI)
- Chodský pes (13. století, Jan Fidejs 1982, 2019 prozatímně uznáno FCI)
- Český fousek (zmínka z. r. 1348, 1882 formuloval standard Josef Vilém Černý z Berouna, 1946 uznáno FCI)
- Český teriér (František Horák, 1948, 1963 uznáno FCI)
- Český strakatý pes (František Horák, 1954, není uznáno FCI)
- Československý vlčák (Karel Hartl, 1958, 1989 uznáno FCI)
- Český horský pes (Petr Hanzlík, 1977, není uznáno FCI)

přispěl ke šlechtění dvou: traduje se, že zmínil určitou účast na šlechtění chodského psa a vyšlechtil české a slovenské národní plemeno psa Československý vlčák. (vlčák je obecně používané označení pro křížence psů a vlků). Šlechtění československého vlčáka začalo jako experiment křížením karpatského vlka s německým ovčákem u pohraniční stráže ČSSR ale rychle dospělo ke standardnímu plemeni (autorem standardu je spolu se Slováky Františkem Rosíkem, Oskarem Dórou a Jozef Sopúchem i Karel Hartl) určenému původně ke služebním účelům. Výjimečné povahové a exteriérové rysy a fyzické vlastnosti českého vlčáka z něj udělaly ve světě možná nejznámější české plemeno. Od roku 1989 je uznáno FCI.

## Život
Prvního psa dostal v sedmi letech a staral se o něj čtrnáct let. Prožil s ním dobu války a naučil ho, aby se bál střelby a díky tomu neprošel povinnými odvody do německé armády
Byl členem skupiny mladých lidí, z okolí Blatné, které učil cvičit psy jistý četnický psovod, jenž vlastnil erdlteriéra.
Ve druhé polovině 40. let 20. stol pracoval jako psovod SNB.
V roce 1947 absolvoval psovodský kurz pro policejní psovody v Pyšelích.
První služební pes Karla Hartla, německý ovčák, se jmenoval Ajax.
V roce 1951 byla podle vzoru sovětských Pohraničních vojsk zřízena nová ozbrojená složka určená k ochraně státních hranic: Pohraniční stráž, do které vstoupil i Karel Hartl. Kariéru ukončil s hodností plukovníka.
Počátkem 50. let byl jmenován velitelem výcvikového střediska psovodů v Doupově na Karlovarsku a byl vyslán do kynologického kurzu ve školícím zařízení Pohraničních vojsk SSSR v Alma-Atě (Dnes Almaty), kde mu byl přidělen služební pes, německý ovčák Kazbek. Kynologie v Sovětském svazu díky objevům vědců Krušinského a Andrejova navazujíce na poznatky Fyziologie vyšší nervové činnosti psů, jejímž zakladatelem byl Ivan Petrovič Pavlov se snažila pochopit, jak se pes učí a jak uvažuje a využít toho jako nástroje výcviku, což bylo v tehdejším Československu neobvyklé (Sovětské poznatky u nás v té době nebyly známy, československá kynologie vycházela až do počátku 50. let 20. století z metod předválečné německé kynologie).
Karel Hartl o tom mluvil (v rozhovoru s Bc. Lukášem Málkem) takto:
| „ | Kynologií jsem se zabýval dlouho před vysláním do Alma Aty, ale teprve tam jsem poprvé viděl, čemu se říká opravdová kynologie na vysoké úrovni, postavená na vědeckých poznatcích. Rozhodně zde nejde o žádné zveličování, motivované dobovou propagandou, nebo subjektivními sympatiemi či antipatiemi ke kynologii konkrétní země. Předválečná německá škola, jejíž tradice byla v Československu držena ještě na počátku 50. let byla založená na drilu, donucení a strojové práci psa. Při této staré metodice nebylo výjimkou donucení psa k provedení cviku poslušnosti bitím prutem. Takový přístup nemohl přinést zejména při náročném speciálním výcviku psa pozitivní efekt, a pokud pes neměl vysloveně tvrdou dominantní, cholerickou, samostatnou povahu (psi pro službu ideální), většinou takový výcvik skončil zkažením psa pro další vážnější výcvikovou práci. Zatímco kynologická škola SSSR vycházela z vědeckých pozorování a využívala jako motivaci samostatnou iniciativu psa, jeho chuť do práce a jeho vrozené instinkty. V nové sovětské metodice byl dáván rovněž velký důraz na dobrý vztah a kontakt mezi psovodem a jeho psem. Tento dobrý kontakt byl v nové metodice chápán jako jeden ze základů kvalitního výcviku psa. Do doby, než byly zveřejněny objevy Rusů o fyziologii vyšší nervové činnosti neexistovalo vědecké zdůvodnění toho, jak pes uvažuje, a na základě čeho, jak a proč se učí. | “ |

### Československý vlčák
Karel Hartl s významnou podporou Pohraniční stráže se rozhodl regenerovat německého ovčáka ve snaze odstranit tyto nedostatky:
- Německý ovčák má velmi malou životnost a při denním používání ve službě musí být pro neschopnost vyřazován již ve věku 8 let. (1 % psů slouží do věku 10 let). Sešlost psů se projevuje především ve ztrátě zraku, sluchu, omezení pohyblivosti i v celkové tělesné sešlosti. Rovněž je značné opotřebení chrupu a jeho kazy.
- Němečtí ovčáci jsou značně náchylní na onemocnění ledvin a močových cest. Zejména, jsou-li používáni v nadmořské výšce nad 800 m.
- Malá vytrvalost německých ovčáků ve službě, která vede k rychlé únavě psa a tím ke snížení upotřebitelnosti. Zkouškami bylo prokázáno, že německý ovčák průměrně nepřekoná klusem 50 km vzdálenosti při průměrné teplotě 18 °C. Kromě toho regenerace jeho sil po takovémto běhu trvá až 80 hodin. Zkouška byla provedena se psy netrénovanými.
- Poměrně značná nemocnost a úhyn štěňat německých ovčáků při hromadných chovech.

Tyto nedostatky měly být odstraněny dvěma způsoby:
1. čistokrevnou plemenitbou německého ovčáka v chovatelských zařízeních Pohraniční stráže
2. experimentálním křížením německého ovčáka s vlkem, (a následnou plemenářskou prací). Ve té době se jednalo o experiment, protože dosavadní poznatky o křížení německého ovčáka s vlkem nepřinášely mnoho dobrých výsledků (Max von Stephanitz vyšlechtil německého ovčáka do podoby blízké vlku). Jednalo se ovšem pouze o první filiální generace kříženců (F1), (přibližně ½ dědičné informace německého ovčáka a ½ vlka). V literatuře, která byla tehdy v Československu dostupná, byl vlk popisován jen jako nebezpečný a nebylo v ní uvedeno nic o jeho psychologii.

Tento experiment měl dát odpověď na tyto otázky:
1. Jsou potomci křížení psa a vlka plodní?
2. Jaká je upotřebitelnost kříženců k výcviku?
3. Co by takovéto křížení přineslo kladného a záporného pro současnou úroveň domestikovaného plemene?

Karel Hartl nedával při služební práci výhradní přednost tomuto jedinému plemeni, ale prosazoval, ve službě u Pohraniční stráže, i experimentální využití méně obvyklých plemen psů, jako například psa novofundlandského.

### 60. léta
V 60. letech se stal vedoucím funkcionářem zájmově prováděné sportovní kynologie ČSCHDZ. Zde mimo jiné prosazoval aby bylo mistrovství republiky Československa ve výcviku služebních psů zpřístupněno i závodníkům ze zahraničí, tak aby československá kynologie měla srovnání s kynologií zahraniční. Zkušební řád IPO považoval za nižší než tehdejší československý standard.
Během své aktivní služby u Pohraniční stráže několikrát školil kynologické funkcionáře kubánských ozbrojených složek. Českoslovenští kynologové na Kubě pomáhali v rámci mezinárodní pomoci zavádět služební kynologii. Karel Hartl několikrát cestoval na Kubu. Zde se osobně setkal s kubánským prezidentem Fidelem Castrem.

### Civilní aktivita v penzi
Do důchodu odešel v roce 1982 (v hodnosti plukovníka). Dál se aktivně věnoval práci se psy, byl majitelem chovných stanic Věrný a Z Polonin. Prosadil uznání československého Vlčáka FCI (1989). Byl rozhodčím pro exteriér mnoha plemen psů, a napsal knihy, tu poslední Ing. Karel Hartl, Československý vlčák, české a slovenské národní plemeno psa, vydal v roce 2015 ve svých 91 letech. Je členem kynologického klubu Praha Břevnov.
Posledního vlčáka (fenu) vlastnil do svých 86 let. Zabilo ji auto, když vyběhla z domu. S ohledem na svůj zdravotní stav a zdravotní stav manželky si pak pořídil malého špice, kterého měl ještě v roce 2018.

## Rodina
Má dceru Danu, vystudovanou zubařku, a syna policistu a úspěšného reprezentanta ČR na mezinárodních střeleckých soutěžích, JUDr. Karla Hartla.